# Marcel Derudder
Marcel Edouard Marin De Rudder (Gent, 15 januari 1902 - Parijs, 25 oktober 1943) was een Belgisch volksvertegenwoordiger.

## Levensloop
De Rudder was handelaar in Brussel en betrokken bij manifestaties tegen grootwarenhuizen en tegen vreemdelingen (onder meer Joden) die begonnen handel te drijven.
In 1936 werd hij verkozen tot volksvertegenwoordiger voor Rex in het arrondissement Brussel. Hij werd niet meer herkozen in 1939. 
Hij werd ook verkozen tot provincieraadslid voor Brabant en tot gemeenteraadslid van Brussel in 1938. In april 1940 distantieerde hij zich van Léon Degrelle en zetelde verder als onafhankelijke. Hij stierf vroegtijdig tijdens een verblijf in Parijs.